# Гарфілд (округ, Колорадо)
Шаблон:StateAbbr_ 39°36′ пн. ш. 107°54′ зх. д. / 39.6° пн. ш. 107.9° зх. д.
Округ Гарфілд (англ. Garfield County) — округ (графство) у штаті Колорадо, США. Ідентифікатор округу 08045.

## Історія
Округ утворений 1883 року.

## Демографія
За даними перепису
2000 року
загальне населення округу становило 43791 осіб, зокрема міського населення було 30636, а сільського — 13155.
Серед мешканців округу чоловіків було 22489, а жінок — 21302. В окрузі було 16229 домогосподарств, 11286 родин, які мешкали в 17336 будинках.
Середній розмір родини становив 3,11.
Віковий розподіл населення поданий у таблиці:
| Стать    | До 15 років | 15-21 | 22-29 | 30-39 | 40-49 | 50-65 | 65-85 | Понад 85 |
| -------- | ----------- | ----- | ----- | ----- | ----- | ----- | ----- | -------- |
| Чоловіки | 5062        | 2218  | 2658  | 3769  | 3903  | 3162  | 1581  | 136      |
| Жінки    | 4753        | 2043  | 2346  | 3351  | 3789  | 2897  | 1834  | 289      |

## Суміжні округи
- Ріо-Бланко — північ
- Роутт — північний схід
- Ігл — схід
- Піткін — південний схід
- Меса — південь
- Гранд, Юта — південний захід
- Юїнта, Юта — північний захід

## Виноски
1. ↑  U.S. Decennial Census. United States Census Bureau. Архів оригіналу за 26 квітня 2015. Процитовано 8 червня 2014.
2. ↑  Historical Census Browser. University of Virginia Library. Архів оригіналу за 11 серпня 2012. Процитовано 8 червня 2014.
3. ↑  Population of Counties by Decennial Census: 1900 to 1990. United States Census Bureau. Архів оригіналу за 31 липня 2014. Процитовано 8 червня 2014.
4. ↑  Census 2000 PHC-T-4. Ranking Tables for Counties: 1990 and 2000 (PDF). United States Census Bureau. Архів оригіналу (PDF) за 18 грудня 2014. Процитовано 8 червня 2014.
5. ↑  State & County QuickFacts. United States Census Bureau. Архів оригіналу за 6 червня 2011. Процитовано 8 червня 2014.(англ.) Наведено за англійською вікіпедією.
6. ↑  American FactFinder. Бюро перепису населення США. Архів оригіналу за 21 травня 2008. Процитовано 31 січня 2008.

| США | Це незавершена стаття з географії США. Ви можете допомогти проєкту, виправивши або дописавши її. |